# 大柿町
大柿町（おおがきちょう）は、かつて広島県に存在した町。佐伯郡に属した。町域は東能美島の中南部を占めていた。
2004年11月1日に安芸郡江田島町及び佐伯郡沖美町・能美町と合併（新設合併）して江田島市に移行したことに伴い消滅した。
なお、江田島市役所の本庁舎は旧能美町役場に置かれ、旧大柿町役場は江田島市役所大柿支所となったが2016年8月1日に大柿支所へ本庁舎が移転し江田島市役所となった。

## 町名の由来
町村制施行（1889年4月1日）により、大君・大原・小古江・柿浦の4村が合併して大柿村が成立した際に大君・大原の「大」と柿浦の「柿」を採って命名した。

## 沿革
- 1889年（明治22年）4月1日 - 町村制施行により、佐伯郡大柿村・飛渡瀬村・深江村が成立する。
- 1927年（昭和2年）8月1日 - 大柿村が町制を施行し、大柿町となる。
- 1954年（昭和29年）11月3日 - 大柿町・飛渡瀬村・深江村が合併（新設合併）し、大柿町となる。
- 1973年（昭和48年）10月27日 - 早瀬大橋が開通し、倉橋島を介して本土と陸続きになる。
- 2004年（平成16年）11月1日 - 安芸郡江田島町及び佐伯郡沖美町・能美町と合併（新設合併）、市制施行により江田島市となる。

## 町長
- 仁田竹一

## 地理

### 山
- 陀峯山（438m）
- 真道山（286.6m）
- 立山（149.1m）

### 島
- 東能美島
- 沖野島

## 名所・旧跡
- 沖野島マリーナ
- 長浜海水浴場

## 大字（2004年10月31日当時のデータ）
- 大君（おおきみ）[1]
- 大原（おおばら）[2]
- 小古江（おぶれ）
- 柿浦（かきうら）
- 飛渡瀬（ひとのせ）
- 深江（ふかえ）

## 交通（2004年10月31日当時のデータ）

### 鉄道
町内は通っていない。

### 道路
国道
- 国道487号

主要地方道
- 広島県道36号高田沖美江田島線
- 広島県道44号江田島大柿線

一般県道
- 広島県道121号大君深江線
- 広島県道299号秋月飛渡瀬線
- 広島県道300号深江柿浦線

## 教育（2004年10月31日当時のデータ）

### 小学校
- 大柿町立大君小学校
- 大柿町立大古小学校
- 大柿町立柿浦小学校
- 大柿町立飛渡瀬小学校
- 大柿町立深江小学校（2002年3月に廃校）

### 中学校
- 大柿町立大柿中学校

### 高等学校
- 広島県立大柿高等学校
  - 広島県立大柿高等学校大君分校（2009年3月に廃校）

## 大柿町出身の有名人
- 灘尾弘吉 - 昭和時代の政治家。衆議院議長を務めたこともある。
- 六角紫水 - 日本の漆工芸家。身近な作品にキリンビールのラベルの麒麟の絵がある。
- 河石達吾 - 水泳選手。ロサンゼルスオリンピック100m自由形銀メダリスト。
- 河石九二夫 - 広島大学名誉教授、日本外科学会名誉会員、日本輸血学会名誉会員、日本消化器外科学会名誉会員、勲二等瑞宝章従三位。